# Мястрица
Мястрица (англ. Meatrix) — мультипликационная сатирическая пародия на фильм «Матрица», рассказывающая о недостатках методов фабричного сельского хозяйства в животноводстве. В трилогию входят фильмы «Мястрица», «Мястрица II: Восстание» и «Мястрица II ½».
«Мястрица» доступна для бесплатного просмотра на официальном сайте фильма.

## История создания
В феврале 2003 года Free Range Studios предложила продюсирование флэш-анимационных социальных фильмов. Среди претендентов было более пятидесяти групп. Грант на кампанию против фабричного сельского хозяйства выиграла GRACE (Global Resource Action Center for the Environment). Мястрица была создана Луисом Фоксом, соучредителем Free Range, примерно за месяц. Затраты на производство фильма составили 17 000 долларов.

## Сюжет
Главные герои трилогии — поросенок Лео, бык Муфеус и курица Чикити.
Мудрый Муфеус предлагает юному Лео, живущему на уютной семейной ферме (или просто верящему в это), на выбор две таблетки, одна из которых позволит ему «увидеть фермы такими, какие они есть». Лео выбирает красную таблетку и видит неприглядную правду об условиях, в которых он живёт, — семейная ферма оказывается откормочной промышленной площадкой, где животные живут в грязи и тесноте, получают объемные дозы антибиотиков и даже могут быть покалечены.
В конце концов, Лео присоединяется к сопротивлению, чтобы остановить наступление фабричного сельского хозяйства и освободить других из плена Мястрицы.
Следующие серии также поднимают проблемы загрязнения окружающей среды, коровьего бешенства, использования гормонов в молочной промышленности.

## Награды
Фильмы завоевали ряд наград, среди которых:
- Webby Award, 2005[6]
- Holland Animation Film Festival, 2004[7]
- Glynwood Harvest Awards, 2004[8]
- Environmental Media Awards, 2004[9]
- Artivist Film Festival Award, 2006[10]

## Факты
По словам одного из продюсеров фильма, Free Range полагала 10 тысяч зрителей достаточным для того, чтобы оценивать проект как успешный. Однако после выхода фильма они получили 10 тысяч просмотров в час.
За первую неделю фильм посмотрело около миллиона человек. К 2010 году фильмы Мястрицы насчитывали около 20 миллионов зрителей во всем мире.
Единственным человеком, участвовавшим в съемках Матрицы, связавшимся с создателями трилогии, стал помощник режиссёра Матриц II и III Кевин Макнамара. В теме его email-сообщения было написано «Brilliant» (великолепно).
Национальный совет по свиноводству, предположительно в ответ на появление Мястрицы, выпустил собственное видео — «Pork Farmers Take Action».
Серии Мястрицы включены в дополнительные материалы к DVD Нация фастфуда.